# Diocese de Jaén
A Diocese de Jaén (em latim: Dioecesis Giennensis) é uma diocese da Igreja Católica localizada no município de Jaén, na província de Xaém, comunidade autónoma de Andaluzia. É pertencente a Arquidiocese de Granada na Espanha. Foi fundada no século VII e conta com uma população católica de 621.800 habitantes, sendo 99,2% da população total, possui 223 paróquias com dados de 2022.

## História
A Diocese de Jaén foi fundada na século VII. Em 1954 a diocese ganha parte do território da Arquidiocese de Toledo.

## Lista de bispos
Não se tem registros de bispos da diocese antes de 1236, mesmo sendo fundada no século VII.
|                | Nome                                         | Período        | Notas                                       |
| bispos de Jaén | bispos de Jaén                               | bispos de Jaén | bispos de Jaén                              |
| -------------- | -------------------------------------------- | -------------- | ------------------------------------------- |
| 68.º           | Sebastián Chico Martínez                     | 2021 - atual   |                                             |
| 67.º           | Amadeo Rodríguez Magro                       | 2016 - 2021    |                                             |
| 66.º           | Ramón del Hoyo López                         | 2005 - 2016    |                                             |
| 65.º           | Santiago García Aracil                       | 1988 - 2004    | Nomeado arcebispo de Mérida-Badajoz         |
| 64.º           | Miguel Peinado Peinado                       | 1971 - 1988    |                                             |
| 63.º           | Felix Romero Menjibar                        | 1954 - 1970    | Nomeado arcebispo de Valladolid             |
| 62.º           | Rafael García y García de Castro             | 1942 - 1953    | Nomeado arcebispo de Granada                |
|                | Agustin Parrado García                       | 1936 - 1942    | Administrador apostólico                    |
| 61.º           | Manuel Basulto y Jiménez                     | 1919 - 1936    | Faleceu no cargo                            |
| 60.º           | Juan Manuel Sanz y Saravia                   | 1909 - 1919    | Faleceu no cargo                            |
| 59.º           | Juan José Laguarda y Fenollera               | 1906 - 1909    | Nomeado bispo de Barcelona                  |
| 58.º           | Salvador Castellote y Pinazo                 | 1901 - 1906    | Nomeado arcebispo de Sevilha                |
| 57.º           | Victoriano Guisasola y Menéndez              | 1897 - 1901    | Nomeado bispo de Madrid y Alcalá de Henares |
| 56.º           | Manuel María León González                   | 1877 - 1896    | Faleceu no cargo                            |
| 55.º           | Antolín Monescillo y Viso                    | 1865 - 1877    | Nomeado arcebispo de Valência               |
| 54.º           | Andrés Rosales y Muñoz                       | 1858 - 1864    | Nomeado bispo de Almeria                    |
| 53.º           | Tomás Roda y Rodríguez                       | 1857 - 1858    | Faleceu no cargo                            |
| 52.º           | José Escolano y Fenoi                        | 1847 - 1854    | Faleceu no cargo                            |
| 51.º           | Diego Martínez Carlón y Teruel               | 1832 - 1836    | Faleceu no cargo                            |
| 50.º           | Andrés Esteban y Gómez                       | 1816 - 1831    | Faleceu no cargo                            |
| 49.º           | Diego Melo Portugal, O.S.A.                  | 1795 - 1816    | Faleceu no cargo                            |
| 48.º           | Pedro Rubio-Benedicto Herrero                | 1794 - 1795    | Faleceu no cargo                            |
| 47.º           | Agustín Rubín Cevallos                       | 1780 - 1793    | Faleceu no cargo                            |
| 46.º           | Antonio Gómez de la Torre y Jaraveitia       | 1770 - 1779    | Faleceu no cargo                            |
| 45.º           | Benito Marín, O.S.B.                         | 1750 - 1769    | Faleceu no cargo                            |
| 44.º           | Francisco Castillo Vintimilla                | 1747 - 1749    | Faleceu no cargo                            |
| 43.º           | Andrés Cabrejas Molina                       | 1738 - 1746    | Faleceu no cargo                            |
| 42.º           | Manuel Isidro Orozco Manrique de Lara        | 1732 - 1738    | Nomeado arcebispo de Santiago de Compostela |
| 41.º           | Rodrigo Marín y Rubio                        | 1714 - 1732    | Faleceu no cargo                            |
| 40.º           | Benito de Omaña                              | 1708 - 1712    | Faleceu no cargo                            |
| 39.º           | Antonio de Brizuela y Salamanca              | 1693 - 1708    | Faleceu no cargo                            |
| 38.º           | Juan Asensio Barrios, O. de M.               | 1682 - 1692    | Faleceu no cargo                            |
| 37.º           | Antonio Fernández del Campo Angulo y Velasco | 1671 - 1681    | Faleceu no cargo                            |
| 36.º           | Jerónimo Rodríguez de Valderas, O. de M.     | 1668 - 1671    | Faleceu no cargo                            |
| 35.º           | Antonio Peña y Hermosa                       | 1664 - 1667    | Faleceu no cargo                            |
| 34.º           | Fernando Andrade Castro                      | 1648 - 1664    | Faleceu no cargo                            |
| 33.º           | Juan Queipo de Llano Flores                  | 1647 - 1647    | Faleceu no cargo                            |
| 32.º           | Baltasar Moscoso y Sandoval                  | 1619 - 1646    | Nomeado arcebispo de Toledo                 |
| 31.º           | Francisco Martínez de Cenicero               | 1615 - 1617    | Faleceu no cargo                            |
| 30.º           | Sancho Dávila y Toledo                       | 1600 - 1615    | Nomeado bispo de Siguença                   |
| 29.º           | Bernardo de Rojas y Sandoval                 | 1596 - 1599    | Nomeado arcebispo de Toledo                 |
| 28.º           | Francisco Sarmiento Mendoza                  | 1580 - 1595    | Faleceu no cargo                            |
| 27.º           | Diego Deza Tello                             | 1577 - 1579    | Faleceu no cargo                            |
| 26.º           | Francisco Delgado López                      | 1566 - 1576    | Faleceu no cargo                            |
| 25.º           | Diego de los Cobos Molina                    | 1560 - 1565    | Faleceu no cargo                            |
| 24.º           | Diego Tavera Ponce de Léon                   | 1555 - 1560    | Faleceu no cargo                            |
| 23.º           | Pedro Pacheco de Villena                     | 1545 - 1554    | Nomeado bispo de Siguença                   |
| 22.º           | Francisco Mendoza                            | 1538 - 1545    | Faleceu no cargo                            |
|                | Alessandro Farnese                           | 1535 - 1537    | Administrador apostólico                    |
| 21.º           | Esteban Gabriel Merino                       | 1523 - 1535    | Faleceu no cargo                            |
| 20.º           | Alonso Suárez de la Fuente del Sauce         | 1500 - 1520    | Faleceu no cargo                            |
| 19.º           | Diego de Deza, O.P.                          | 1498 - 1500    | Nomeado bispo de Palência                   |
| 18.º           | Luis Osorio                                  | 1483 - 1496    | Faleceu no cargo                            |
| 17.º           | Iñigo Manrique de Lara                       | 1475 - 1483    | Nomeado arcebispo de Sevilha                |
| 16.º           | Alfonso Vázquez de Acuña                     | 1457 - 1474    | Faleceu no cargo                            |
| 15.º           | Gonzalo de Zúñiga                            | 1422 - 1456    | Faleceu no cargo                            |
| 14.º           | Rodrigo Fernández de Narváez                 | 1383 - 1422    | Faleceu no cargo                            |
| 13.º           | Nicolás Fernández de Biedma                  | 1381 - 1383    | Faleceu no cargo                            |
| 12.º           | Juan de Castromocho                          | 1378 - 1381    | Nomeado bispo de Siguença                   |
| 11.º           | Nicolás Fernández de Biedma                  | 1368 - 1378    | Nomeado bispo de Cuenca                     |
| 10.º           | Alfonso Fernández Pecha                      | 1359 - 1368    |                                             |
| 9.º            | Juan de Valderas                             | 1357 - 1358    | Nomeado bispo de Siguença                   |
| 8.º            | Juan de Morales                              | 1335 - 1357    | Faleceu no cargo                            |
| 7.º            | Fernando Martínez de Ágreda                  | 1322 - 1335    | Nomeado bispo de Badajoz                    |
| 6.º            | Gutierre Ruiz de Mesa                        | 1317 - 1322    | Nomeado bispo de Guarda                     |
| 5.º            | García Pérez                                 | 1301 - 1316    | Faleceu no cargo                            |
| 4.º            | Pedro Pascual, O. de M.                      | 1296 - 1300    | Faleceu no cargo                            |
| 3.º            | Martín Domínguez                             | 1276 - 1283    | Faleceu no cargo                            |
| 2.º            | Pascoal                                      | 1250 - 1275    | Faleceu no cargo                            |
| 1.º            | Domingo O.P.                                 | 1236 - 1248    | Faleceu no cargo                            |